# Il Centro
Pour les articles homonymes, voir Centro.
 il Centro  (le Centre - allusion géographique et non politique, à la région des Abruzzes) est un quotidien italien, de Pescara, qui diffuse à 20 000 exemplaires de moyenne (sept. 2005). Il appartient au Gruppo Editoriale Espresso (qui publie aussi L'Espresso).